# Der Liedermacher

Umschlagillustration zu Julius Stindes Roman Der Liedermacher (Berlin 1893)

Der Liedermacher ist ein Berliner Künstlerroman von Julius Stinde, erstmals 1893 erschienen und seither nicht wieder neu aufgelegt.
Julius Stinde hatte das reife Mannesalter erreicht und die großen Verkaufserfolge seiner Buchholzbücher lagen hinter ihm. Mit dem Liedermacher versuchte er nun andere Themen zu bearbeiten: das Scheitern eines Lieddichters in einer geldkranken Gesellschaft, in der auch die Kunst den Marktgesetzen unterworfen ist. Der Liedermacher Sophus Witt kommt aus behüteten Verhältnissen in das großstädtische Berlin und findet gesellschaftliche Kontakte im Hause der wohlhabenden Termens. Die Frau des Hauses hat auf eine Schauspielerinnen-Karriere verzichtet und will, dass ihre Tochter stellvertretend ihre verlorenen Träume verwirklicht. Zu diesem Zwecke versammelt sie in ihren Abendgesellschaften Musiker und Literaten, die ihr das Leben interessant machen und ihrer Tochter zu künstlerischen Erfolgen verhelfen sollen. Der junge Dichter wird von dem gesellschaftserfahrenen Musiker Viktor Monna über die Geldabhängigkeit der Kunst und über die wechselseitigen Ausbeutungsverhältnisse von Kunst und Gesellschaft aufgeklärt. Sophus Witt verstrickt sich aber dann doch selbst in diese Verhältnisse, denen er physisch und psychisch nicht gewachsen ist, an denen er zugrunde geht. Der Liedermacher wird ein Opfer der „Kunststrolche“ (265), die mit ausbeuterischer Gier hinter seinem Geld und hinter seinen Liedern her sind.
Die Widmung des Buches lautet: Frau Agnes Freund geb. Voß, der kunstsinnigen Gattin meines Verlegers in aufrichtiger Verehrung gewidmet.